# 凯内兹
凯内兹，是匈牙利沃什州所辖的一个村，总面积7.17平方公里，总人口282，人口密度39.3人/平方公里（2010年1月1日）。